# Piero Piccioni
Piero Piccioni, noto anche con lo pseudonimo di Piero Morgan (Torino, 6 dicembre 1921 – Roma, 23 luglio 2004), è stato un pianista, direttore d'orchestra, compositore e organista italiano.
È ricordato come uno dei più noti autori di colonne sonore per il cinema italiano, specialmente nel campo della commedia all'italiana, oltre che per essere stato coinvolto nell'allora famoso caso Montesi.

## Biografia

### Gli inizi
Nacque da Attilio, esponente di spicco della Democrazia Cristiana, e dalla torinese Carolina Marengo, da cui lo pseudonimo Piero Morgan, cognome creato su anagramma di quello materno che l'autore usò fino al 1957. Gli era fratello Leone, in seguito divenuto dirigente Rai.
Fin da bambino aveva ascoltato musica jazz e suonato il piano senza alcuna preparazione scolastica. Autodidatta, già a tredici anni, anche seguendo il padre a Firenze negli studi dell'EIAR ad ascoltare le orchestre, scriveva canzoni, alcune pubblicate dalla casa discografica Carisch. Tra i pochi dischi statunitensi che venivano pubblicati in Italia negli anni trenta era rimasto profondamente impressionato dalla musica di Duke Ellington, soprattutto quella del 1933 e 1934.
Nel 1937 fece un'audizione per la EIAR e gli fu commissionato di suonare da solo per un programma musicale pomeridiano su radio Firenze, andando in onda due volte alla settimana; debuttò come pianista nel 1938 alla radio, scrivendo poi alcune canzoni, sempre pubblicate dalla Carisch.

### L'orchestra 013
Ritornò in radio nel 1944, a ventidue anni, con l'orchestra da lui costituita: la 013 (il nome le venne dato dal regista radiofonico Riccardo Mantoni) era la prima orchestra di jazz che trasmetteva dai microfoni e la prima formazione jazzistica stabile italiana.
Molti dei musicisti che facevano parte dell'orchestra ebbero poi una propria carriera nei decenni successivi Piccioni creò anche una formazione ridotta, chiamata I Sette della 013, per esibizioni in cui non era necessaria tutta l'orchestra, costituita dai solisti Subelli, Rauchi, Messana, Martino, Grillini, Pierazzuoli e Tagliaferri.
Si affermò dunque come pianista, arrangiatore e band leader. Alla Rai curava anche trasmissioni sui classici del jazz. Parallelamente al jazz esercitava la professione di avvocato e aveva iniziato a studiare filosofia.

### L'attività negli Stati Uniti e gli anni cinquanta
Nel 1949, a New York, dove visse per un anno e mezzo, fu chiamato a sostituire il pianista Al Haig in un programma televisivo, suonando insieme a Charlie Parker, Kenny Dorham, Tommy Potter e Max Roach. Charles Delaunay presente, accreditò l'avvenimento e confermò il fatto che Piccioni suonò in modo eccellente.
Nei primi anni cinquanta, in coppia con Armando Trovajoli, fu protagonista del programma settimanale musicale serale Eclipse, con l'orchestra e voci diretta in successione dai due direttori, con pezzi estremamente sofisticati, molto diversi dallo stile delle altre orchestre radiofoniche del periodo.

### Il caso Montesi

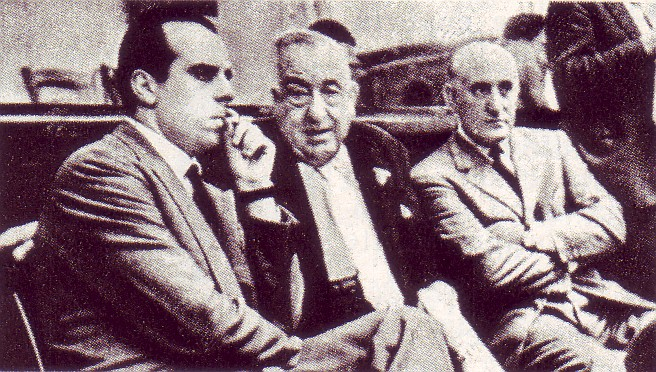
Piccioni, Polito e Montagna durante il Processo Wilma Montesi

Verso la metà degli anni cinquanta, Piero Piccioni, all'epoca fidanzato dell'attrice Alida Valli, fu coinvolto nella vicenda di cronaca nera nota come "Caso Montesi". Sospettato di essere coinvolto nella morte della giovane romana, fu in seguito scagionato da ogni accusa. La carriera politica del padre, Attilio Piccioni, però, ne fu gravemente compromessa.

### Autore di colonne sonore
Musicista e compositore di oltre 300 colonne sonore per il cinema, per sceneggiati televisivi (fra gli altri Anna Karenina), musiche per la radio, il balletto e l'orchestra, iniziò a scrivere colonne sonore negli anni cinquanta.
Grande appassionato del cinema americano (Frank Capra, Alfred Hitchcock, Billy Wilder, John Ford), ebbe come beniamino tra i compositori stranieri Alex North (autore delle colonne sonore di Un tram che si chiama Desiderio, di Kazan, e di Spartacus, di Kubrick), che lo influenzò riguardo l'impiego di sonorità jazz.
Nel 1950 Michelangelo Antonioni commissionò a Piccioni la musica per il documentario di un suo allievo, Gian Luigi Polidoro. Il primo film per il quale scrisse le musiche fu Il mondo le condanna di Gianni Franciolini del 1952, seguito da La spiaggia di Alberto Lattuada del 1954. Piero Piccioni ha composto le musiche di tredici dei diciassette film di Francesco Rosi ed ha lavorato molto con Alberto Sordi, con entrambi in un intenso sodalizio umano e professionale.
Nel 1965, per la televisione, ha composto le musiche dello sceneggiato televisivo La figlia del capitano.
Per il cinema, tra le sue musiche più famose si segnalano quelle dei film Io la conoscevo bene (1965) di Antonio Pietrangeli, Il medico della mutua di Luigi Zampa (1968), Il caso Mattei (1972) di Francesco Rosi, Fumo di Londra (1966), Un italiano in America (1967), Amore mio aiutami (1969) e Polvere di stelle (1973) di Alberto Sordi.
Tanti registi hanno affidato alle sue colonne sonore le loro pellicole, tra gli altri: Luchino Visconti, Vittorio De Sica, Roberto Rossellini, Mario Monicelli, Bernardo Bertolucci, Mauro Bolognini, Alberto Lattuada, Luigi Comencini, Antonio Pietrangeli, Elio Petri, Dino Risi, Lina Wertmüller e Tinto Brass.
Ha anche composto la musica di sottofondo della sigla delle trasmissioni di Rai 3 del 1979, dal titolo Il cielo in una rete.
Nel 2001, nell'ambito del Premio Pippo Barzizza, gli viene assegnato il Trofeo alla carriera in qualità di arrangiatore e compositore.

### Vita privata
Fu fidanzato per un certo tempo con l'attrice italiana Alida Valli. Per molti anni è stato legato alla soubrette/attrice Gloria Paul, da cui ha avuto il figlio Jason. Ha avuto anche una figlia di nome Valentina, nata dalla ex-moglie Gabriella.

## Filmografia
- Il mondo le condanna, regia di Gianni Franciolini (1953)
- La spiaggia, regia di Alberto Lattuada (1954)
- Guendalina, regia di Alberto Lattuada (1957)
- Belle ma povere, regia di Dino Risi (1957)
- La tempesta, regia di Alberto Lattuada (1958)
- Avventura a Capri, regia di Giuseppe Lipartiti (1958)
- I ragazzi dei Parioli, regia di Sergio Corbucci (1959)
- La notte brava, regia di Mauro Bolognini (1959)
- I tartassati, regia di Steno (1959)
- I magliari, regia di Francesco Rosi (1959)
- Il mondo di notte, regia di Luigi Vanzi (1960)
- Il bell'Antonio, regia di Mauro Bolognini (1960)
- Il gobbo, regia di Carlo Lizzani (1960)
- La giornata balorda, regia di Mauro Bolognini (1960)
- Adua e le compagne, regia di Antonio Pietrangeli (1960)
- L'impiegato, regia di Gianni Puccini (1960)
- Romolo e Remo, regia di Sergio Corbucci (1961)
- Salvatore Giuliano, regia di Francesco Rosi (1961)
- L'imprevisto, regia di Alberto Lattuada (1961)
- Il mondo di notte numero 2, regia di Gianni Proia (1961)
- Gioventù di notte, regia di Mario Sequi (1961)
- L'assassino, regia di Elio Petri (1961)
- La viaccia, regia di Mauro Bolognini (1961)
- Anni ruggenti, regia di Luigi Zampa (1962)
- La commare secca, regia di Bernardo Bertolucci (1962)
- I due marescialli, regia di Sergio Corbucci (1962)
- Lo smemorato di Collegno, regia di Sergio Corbucci (1962)
- Totò diabolicus, regia di Steno (1962)
- Il figlio di Spartacus, regia di Sergio Corbucci (1962)
- Anima nera, regia di Roberto Rossellini (1962)
- L'attico, regia di Gianni Puccini (1962)
- Una vita violenta, regia di Paolo Heusch e Brunello Rondi (1962)
- Senilità, regia di Mauro Bolognini (1962)
- La città prigioniera, regia di Joseph Anthony (1962)
- Il giorno più corto, regia di Sergio Corbucci (1963)
- Le mani sulla città, regia di Francesco Rosi (1963)
- Il boom, regia di Vittorio De Sica (1963)
- Il terrorista, regia di Gianfranco De Bosio (1963)
- La parmigiana, regia di Antonio Pietrangeli (1963)
- Chi lavora è perduto (In capo al mondo), regia di Tinto Brass (1963)
- Un tentativo sentimentale, regia di Massimo Franciosa e Pasquale Festa Campanile (1963)
- Il demonio, regia di Brunello Rondi (1963)
- La donna è una cosa meravigliosa, regia di Mauro Bolognini, Pino Zac e Shuntarō Tanikawa (1964)
- La fuga, regia di Paolo Spinola (1964)
- Il disco volante, regia di Tinto Brass (1964)
- Tre per una rapina, regia di Gianni Bongioanni (1964)
- Minnesota Clay, regia di Sergio Corbucci (1965)
- Io la conoscevo bene, regia di Antonio Pietrangeli (1965)
- Nude, calde e pure, regia di Lambert Santhe, Sergio Spina e Virgilio Sabel (1965)
- Il momento della verità, regia di Francesco Rosi (1965)
- I tre volti, regia di Michelangelo Antonioni, Mauro Bolognini e Franco Indovina (1965)
- La decima vittima, regia di Elio Petri (1965)
- Caccia alla volpe, regia di Vittorio De Sica (1966)
- Scusi, lei è favorevole o contrario?, regia di Alberto Sordi (1966)
- Fumo di Londra, regia di Alberto Sordi (1966)
- Il marito di Roberta, episodio di I nostri mariti, regia di Luigi Filippo D'Amico (1966)
- MMM 83 - Missione morte molo 83, regia di Sergio Bergonzelli (1966)
- Lo straniero, regia di Luchino Visconti (1967)
- C'era una volta, regia di Francesco Rosi (1967)
- Un italiano in America, regia di Alberto Sordi (1967)
- Qualcuno ha tradito, regia di Franco Prosperi (1967)
- Il medico della mutua, regia di Luigi Zampa (1968)
- Quel caldo maledetto giorno di fuoco, regia di Paolo Bianchini (1968)
- Le altre, regia di Alex Fallay (1969)
- Amore mio aiutami, regia di Alberto Sordi (1969)
- Toh, è morta la nonna!, regia di Mario Monicelli (1969)
- Scacco alla regina , regia di Pasquale Festa Campanile (1969)
- Il prof. dott. Guido Tersilli primario della clinica Villa Celeste convenzionata con le mutue, regia di Luciano Salce (1969)
- Inghilterra nuda, regia di Vittorio De Sisti (1969)
- I fratelli Karamazov - Sceneggiato televisivo (1969)
- Colpo rovente, regia di Piero Zuffi (1969)
- Camille 2000, regia di Radley Metzger (1969)
- Playgirl 70, regia di Federico Chentrens (1969)
- Fermate il mondo... voglio scendere!, regia di Giancarlo Cobelli (1970)
- Uomini contro, regia di Francesco Rosi (1970)
- Senza via d'uscita, regia di Piero Sciumè (1970)
- Il presidente del Borgorosso Football Club, regia di Luigi Filippo D'Amico (1970)
- Contestazione generale regia di Luigi Zampa (1970)
- Sezione narcotici (Puppet on a chain), regia di Geoffrey Reeve (1970)
- Bello, onesto, emigrato Australia sposerebbe compaesana illibata, regia di Luigi Zampa (1971)
- Il faro in capo al mondo, regia di Kevin Billington (1971)
- ...dopo di che, uccide il maschio e lo divora (Marta), regia di José Antonio Nieves Conde (1971)
- Il caso Mattei, regia di Francesco Rosi (1972)
- Mimì metallurgico ferito nell'onore, regia di Lina Wertmüller (1972)
- Lo scopone scientifico, regia di Luigi Comencini (1972)
- 7 cadaveri per Scotland Yard, regia di Josè Luis Madrid (1972)
- Il cadavere di Helen non mi dava pace (La casa de las muertas vivientes), regia di Alfonso Balcázar (1972)
- Attento gringo... è tornato Sabata! (Judas... ¡toma tus monedas!), regia di Alfonso Balcázar e Pedro Luis Ramírez (1972)
- Una colt in mano al diavolo, regia di Gianfranco Baldanello (1972)
- La volpe dalla coda di velluto, regia di Josè Maria Forque (1972)
- Il giustiziere di Dio, regia di Franco Lattanzi (1972)
- Anastasia mio fratello, regia di Steno (1973)
- Lucky Luciano, regia di Francesco Rosi (1973)
- Un modo di essere donna, regia di Pier Ludovico Pavoni (1973)
- Polvere di stelle, regia di Alberto Sordi (1973)
- Il bacio, regia di Mario Lanfranchi (1974)
- Travolti da un insolito destino nell'azzurro mare d'agosto, regia di Lina Wertmüller (1974)
- Finché c'è guerra c'è speranza, regia di Alberto Sordi (1974)
- Appassionata, regia di Gianluigi Calderone (1974)
- Cadaveri eccellenti, regia di Francesco Rosi (1976)
- Quelle strane occasioni, regia di Luigi Comencini, Nanni Loy e Luigi Magni (1976)
- Chi dice donna dice donna, regia di Tonino Cervi (1976)
- I vizi morbosi di una governante, regia di Filippo Walter Ratti (1977)
- Professor Kranz tedesco di Germania, regia di Luciano Salce (1978)
- Il testimone, regia di Jean-Pierre Mocky (1978)
- Cristo si è fermato a Eboli, regia di Francesco Rosi (1979)
- Riavanti... Marsch!, regia di Luciano Salce (1979)
- Il malato immaginario, regia di Tonino Cervi (1979)
- Rag. Arturo De Fanti, bancario precario, regia di Luciano Salce (1980)
- Io e Caterina, regia di Alberto Sordi (1980)
- Tre fratelli, regia di Francesco Rosi (1981)
- Io so che tu sai che io so, regia di Alberto Sordi (1982)
- In viaggio con papà, regia di Alberto Sordi (1982)
- Il tassinaro, regia di Alberto Sordi (1983)
- Tutti dentro, regia di Alberto Sordi (1984)
- Sono un fenomeno paranormale, regia di Sergio Corbucci (1985)
- Cronaca di una morte annunciata, regia di Francesco Rosi (1987)
- Un tassinaro a New York, regia di Alberto Sordi (1987)
- 12 registi per 12 città segmento "Genova", regia di Alberto Lattuada - documentario (1989)
- L'avaro, regia di Tonino Cervi (1989)
- Cattive ragazze, regia di Marina Ripa di Meana (1992)
- Assolto per aver commesso il fatto, regia di Alberto Sordi (1992)
- Nestore, l'ultima corsa, regia di Alberto Sordi (1994)
- Incontri proibiti, regia di Alberto Sordi (1998)
- Sara May, regia di Marianna Sciveres (2004)
- New York, regia di Alfonso Perugini (2015)

## Radio
- H2 SO4, reazione chimica di "Arcobaleno" trattato con l'orchestra "013" diretta da Piero Morgan, in onda di domenica, inverno 1945.
- Radio naja, trasmissione per le forze armate con l'orchestra "013" di Piero Morgan, 1945.
- La vedette della settimana, con Lydia MacDonald e l'orchestra 013, 5 febbraio 1950.
- Rassegna del jazz, a cura di Piero Morgan e Leone Piccioni, trasmissioni settimanali a tema, 1950.
- Negro Caravan, I negri negli Stati Uniti d'America (canti, spiritual, jazz) a cura di Leone Piccioni e Piero Morgan, regia di Franco Rossi, trasmessa il 4 maggio 1951.
- Piccola orchestra di Nunzio Rotondo, con Piero Piccioni al piano e la cantante Lilian Terry, il sabato sera, autunno 1953.
- La musica dei giovani, programma settimanale di Sergio Corbucci e Piero Piccioni, trasmessa nel giugno e luglio 1960.

## Teatro
- Cantachiaro, di Italo De Tuddo, Pietro Garinei, Sandro Giovannini e Franco Monicelli, musiche di Piero Piccioni, regia di Oreste Biancoli, Teatro Quattro Fontane di Roma (1944).

## Discografia parziale

### Album
- 1969 - Bora Bora (Cinevox)
- 1969 - Amore, Amore, Amore (con il coro de "I Cantori Moderni" di Alessandro Alessandroni)
- 2017 - L'assassino

### Raccolte
- 2007 - Ritmando con la 013 - L'orchestra di Piero Piccioni Roma, 1944-1945 (Twilight Music)

### Singoli
- 1967 - Ti ho sposato per allegria I/Ti ho sposato per allegria II (Cetra)
- 1980 - Il cielo in una rete/Tutti in scena (Cetra)

## Riconoscimenti (parziale)
- Ciak d'oro
  - 1988 - Candidatura come Miglior colonna sonora per Cronaca di una morte annunciata
- David di Donatello
  - 1975 - Miglior musica per Travolti da un insolito destino nell'azzurro mare d'agosto
- Nastro d'argento
  - 1960 - Candidatura come Migliore musica per I magliari
  - 1962 - Candidatura come Migliore musica per La viaccia
  - 1963 - Migliore musica per Salvatore Giuliano
  - 1964 - Candidatura come Migliore musica per Le mani sulla città
  - 1968 - Candidatura come Migliore musica per C'era una volta
- Premio Anna Magnani
  - 1975 - Vinto
- Premio Flaiano
  - 1996 - Alla carriera
- Premio Pippo Barzizza,
  - 2001 - Alla carriera
- Premio Vittorio De Sica
  - 1979 - Vinto
- Prix International Lumiere
  - 1991 - Vinto